# 毒まんじゅう
毒まんじゅう（毒饅頭、どくまんじゅう）とは、毒の入ったまんじゅうのこと。

## 史話の毒饅頭
慶長16年（1611年）3月の徳川家康と豊臣秀頼の二条城での会見の後、会見場で秀頼を護衛した加藤清正が急死した。それを受けて、清正は毒殺されたとする説が巷間ささやかれ、『十竹斎筆記』『摂戦実録』『新東鑑』などの史料に記されている。幕末から明治にかけてこの説を題材に織り込んだ浄瑠璃や歌舞伎が上演され、「毒饅頭」の史話として人口に膾炙した。
それによると、家康は会見場において秀頼の毒殺を図り、意を受けた腹心の平岩親吉は毒のついた針を刺した饅頭を自ら毒味した上で秀頼に勧めたが、それを察した清正は自ら毒饅頭を食べてしまい自分の命と引き換えに秀頼を守ったという。この会見から2年ほどの間に死亡した浅野幸長、池田輝政ら会見に参加した豊臣氏恩顧の大名も毒殺された対象に含まれる場合もある。
清正と親吉はたしかに会見後に死去しているが、清正の死去は同年6月24日、親吉の死去は12月30日であり、同じ毒の影響にしてはあまりにも遅すぎるため、俗説と見られている。

## 政界での例え
敵対グループへの仲間入りをすることを揶揄した言葉で、相手の旨そうな話に乗り、術中に落ちてしまうことを例えて「毒まんじゅうを食う」と言う。
そこから転じて、世間一般でも「一見美味そうだが、飛びついてしまうと痛い目に遭うこと」を指すようになった。また、将棋用語としては「隙を与えたように見えるが、実は相手の悪手を誘っている罠の手」を意味する。

### 2003年の橋本派
2003年（平成15年）の自民党総裁選挙において、橋本派の会長代理である村岡兼造が自派の藤井孝男ではなく森派の小泉純一郎を支持したことに、野中広務が「（村岡氏は）毒まんじゅうを食らったのではないか」と発言した。村岡は「私は毒まんじゅうなんか食べてない。食べたら死にます」と強く否定した。2003年第20回「流行語大賞」年間大賞を受賞した。また、当時テレビ朝日の記者が、村岡兼造の自宅前にまんじゅうを置いて激怒させたという。
名指しされた村岡は、2003年衆院選で落選し引退。その後、橋本派の日歯連闇献金事件で刑事訴追された（一審で無罪、二審では有罪となり、2008年（平成20年）最高裁で上告棄却され、禁錮10か月・執行猶予3年が確定）。
野中は、流行語大賞授賞式で「上手に食った人もいるが、食い損ねて大変な傷を負った人もいる」と皮肉った。

### 2008年の菅直人
2008年（平成20年）、菅直人民主党代表代行が東京都町田市の街頭演説会で、麻生内閣が景気対策として提案している定額給付金を「毒まんじゅう」として「（通常国会召集の日までに）毒まんじゅうを分離する予算修正案を用意し、国会に出したい。毒まんじゅう分離法案を与野党で通して雇用対策などを実行し、解散して国民の信を問うべきだ」と語った。

### 同和対策事業
同和対策事業実施のよりどころとなった、1965年（昭和40年）に出された内閣同和対策審議会（同対審）の答申に対する評価を巡って、部落解放同盟と日本共産党が対立し、日本共産党は同対審答申を「毒まんじゅう」と批判して、答申の受け入れと事業の実施を主張する部落解放同盟と袂を分かった。

## 饅頭の名称
- いわゆるロシアンルーレット的な要素を持つ食品につけられることのある名称でもある。
  - 北海道室蘭市にあるチキウ岬（地球岬）のお土産に「炎の毒まんじゅう」があり、一つだけ激辛のまんじゅうが混ざっている。
  - 沖縄県の土産に「ハブの毒まんじゅう」というものがある。これも一つだけ唐辛子が入った激辛まんじゅうが入っている。
- 仙台市の松栄堂に「どくまんじゅう」という菓子がある。この「どく」は独眼竜（伊達政宗）の独に由来し毒とは関係ないが、歌舞伎の演目で伊達家のお家騒動（伊達騒動）を描いた「伽羅先代萩」には、毒饅頭の場面が出てくる。
- 静岡県熱海市の伊豆半島合同会社に、熱海の新名物「熱海温泉 毒饅頭」がある。武田双雲が商品名を書き上げて桐箱に入れられた高級和菓子で、毒は毒でもドクダミのドクが商品名のきっかけとなっている。